# 무당개구리

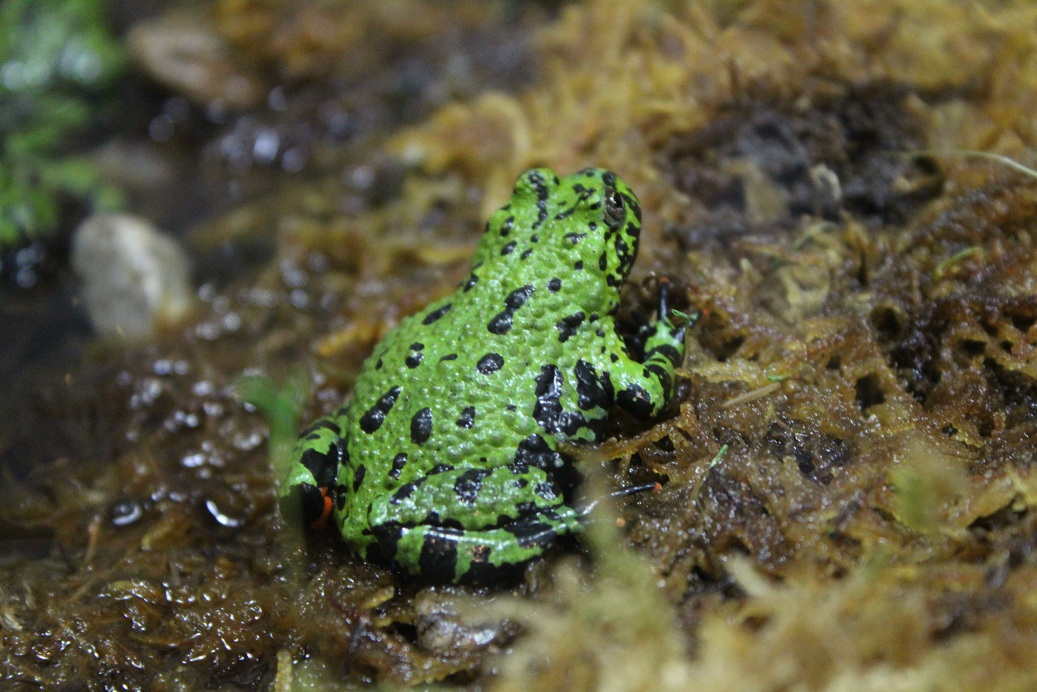
무당개구리

무당개구리(학명 : Bombina orientalis)는 개구리목 무당개구리과에 속하는 양서류이다. 비단개구리라는 이름으로도 알려져있다. 몸길이는 5cm 내외이고 배는 청색·담갈색 또는 이 두 빛이 섞였으며, 피부에는 작은 혹이 많다. 똥에는 불규칙한 검은색 무늬가 섞어져 있다. 알덩어리는 불규칙하며, 보통 고인 물의 물풀 따위에 붙여 놓는다. 산란기는 3~6월 무렵이며 산골짜기에 흐르는 맑은 물이나 평지에 알을 낳는다. 피부의 점액질에서는 독 성분이 분비되어 방어를 하며 사람이 만져 눈에 묻으면 한참 동안 눈이 따깝다. 적을 만나면 네 다리로 등을 뻗치고 눕는 습성이 있다. 산 속의 개울이나 늪에 사는데, 우기나 산란기에 암수 모두 가느다란 소리로 운다. 한국과 중국 북부 등지에 분포한다. 서울시 보호 야생 생물 대상종이다.

## 서식지
무당개구리는 따뜻하고 습기가 많은 삼림 지대에서 서식한다. 대부분의 시간을 땅에서 보낸다.
유럽이나 미국 등지에서 한동안 인기가 있던 애완동물이어서 수출이 되었으나, 일부 무당개구리 개체가 방생되어 다른 국가에서 생태계교란 외래종으로 지정되었다.

### 항아리곰팡이
2000년대로 진입하던 당시 무당개구리가 상업적, 관상용 반려동물 목적으로 타 국가에 수출이 되었는데 이 과정에서 항아리곰팡이의 세계적 확산이 일어나게 된 원흉이 되기도 하였다. 한반도에서 생겨난 이 곰팡이는 양서류의 피부를 막아 결국 질식사시키는 곰팡이인데, 한반도의 양서류들은 이에 대해 면역이었으나 다른 국가의 양서류들은 이 곰팡이에 대해 면역 능력을 가지지 않아 많은 수의 양서류들이 죽게 되는 일이 있었다.